# Jaime Bleda
Jaime Bleda (Algemesí, c. 1550 - 1622) fue un religioso dominico, polemista e historiador valenciano.

## Biografía
Sacerdote de la parroquia morisca de Corbera e inquisidor de Valencia, sus posiciones extremistas le granjearon en principio la confianza del duque de Lerma, al que dedicará su obra Crónica de los moros de España (1618) y pedirá una pensión, y del patriarca arzobispo de Valencia Juan de Ribera. A su servicio escribió Memoriales y realizó viajes a Roma para defender sus ideas. Posteriormente, al adoptar las tesis más radicales a favor de la expulsión de los moriscos, incluida su eliminación física como señala en su estudio Isabelle Poutrin, terminó discutiendo con el Patriarca al que acusó de tibieza. Su disputa con Damián Fonseca, delegado en Roma por el duque de Lerma para explicar la expulsión, la transformó en un continuo problema de reproches que expuso en sus Memoriales. La idea política que pretendía en sus escritos versaba sobre una restauración de la política de expansión africana y un confuso ataque a la 'secta de los políticos' (partidarios de la libertad de conciencia) en nombre de la ortodoxia tridentina.
Su obra se enmarca en un conjunto de escritos apologéticos de la expulsión de los moriscos en 1609 o justificativos de la misma que fueron producidos por diversos autores de los reinos de la monarquía hispánica como Damián Fonseca, Pedro Aznar Cardona, Marcos Guadalajara y Xavier, Antonio Quintini, Blas Verdú o Juan Ripol. También se expresaron estos argumentos en obras literarias o crónicas históricas del momento como las obras de Gaspar de Aguilar, Antonio del Corral y Rojas, Gaspar Escolano, Juan Méndez de Vasconcelos, Vicente Pérez de Culla o Juan Luis de Rojas. Estas ideas están recogidas igualmente en la obra de Cervantes, El coloquio de los perros.
Jaime Bleda dejó escritas varias obras de hagiografía y polémica religiosa:
- Libro de la cofradía de la Minerua: en el qual se escriuen mas de dozientos y cinquenta milagros del Santísimo Sacramento del Altar (Valencia, 1600);
- Vida y milagros del glorioso S. Isidro el Labrador (Madrid, 1622);
- Defensio fidei in causa neophytorum siue Morischorum Regni Valentiae totiusque Hispaniae (1610);
- Crónica de los moros de España (Valencia, 1618). Existe edición facsímil, Universidad de Valencia (2001), 1144 páginas, estudio introductorio de Bernard Vincent y Rafael Benítez Sánchez-Blanco.